# تاکوتو هاراگوچی
تاکوتو هاراگوچی (انگلیسی: Takuto Haraguchi؛ زادهٔ ۳ مهٔ ۱۹۹۲) بازیکن فوتبال اهل ژاپن است.